# Fettfraß
Fettfraß bezeichnet ein Schadensbild in Präparaten von zoologischen Sammlungen.

## Eigenschaften
Fettfraß schädigt Felle von Tieren durch die sich zu Fettsäuren zersetzenden Fettreste im Fell so weit, dass deren Kollagenfasern durch säurekatalysierte Hydrolyse zersetzt werden. Als Folge werden die Felle brüchig und zerfallen schließlich. Insbesondere fehlerhaftes Gerben verursacht dieses Problem, wenn zu viel Fett im Leder verbleibt. Biologische Fette können im Gegensatz zu Mineralöl- oder Silikonöl-basierten Schmierstoffen ranzig werden, was unter anderem zur Bildung der Fettsäuren führt. Präparatoren können diese Schäden durch Extraktion der Fette mit organischen Lösungsmitteln
beheben. Erneutes Einfetten mit synthetischem Lederfett schließt sich an.

## Weitere Schadensbilder an Leder, Häuten und Fellen
- Schimmelbildung und Pilzbefall
- Schädlingsbefall, oft durch den Speckkäfer
- Roter Zerfall: Leder adsorbiert leicht Schwefeldioxid, was in Verbindung mit Luftfeuchtigkeit zu Schwefliger Säure reagiert, die durch eine säurekatalysierte Hydrolyse zu Verfärbungen und zum Zerfall des Kollagens führt